# Nasvidenje v naslednji vojni
Nasvidenje v naslednji vojni (serbi: Довиђења у следећем рату, transliterat: Doviđenja u sledećem ratu, Ens veiem a la propera guerra) és una pel·lícula bèl·lica iugoslava del 1980 dirigida per Živojin Pavlović. Va competir a la secció Un Certain Regard al 35è Festival Internacional de Cinema de Canes.
El guió de la pel·lícula es basa en la novel·la de Vitomil Zupan Menuet za kitaro (Un menuet per a guitarra), publicada l'any 1975. Igual que la novel·la, la pel·lícula té lloc parcialment a l'Eslovènia ocupada pels nazis durant la Segona Guerra Mundial, i parcialment a Espanya, on el personatge principal, un antic partisà, es troba amb el seu antic adversari alemany en un lloc d'estiueig.

## Repartiment
- Jozica Avbelj
- Ivo Ban - Tujcko
- Hans Christian Blech
- Joze Horvat
- Zvone Hribar
- Boris Juh
- Barbara Levstik
- Metod Pevec
- Tanja Poberznik
- Milan Puzic
- Janez Starina
- Ruth Gassmann